# Obrium rufograndum
Obrium rufograndum es una especie de escarabajo longicornio del género Obrium, categorizada en la tribu Obriini, de la subfamilia Cerambycinae. Fue descrita por Gressitt en 1937.

## Descripción
Mide 9,1-10,6 mm de longitud.

## Distribución
Se distribuye por China.